# Burmeistera tenuiflora
Burmeistera tenuiflora är en klockväxtart som beskrevs av John Donnell Smith. Burmeistera tenuiflora ingår i släktet Burmeistera och familjen klockväxter. Inga underarter finns listade i Catalogue of Life.